# Năpradea
Năpradea é uma comuna romena localizada no distrito de Sălaj, na região histórica da Crișana (parte da Transilvânia). A comuna possui uma área de 33.16 km² e sua população era de 2934 habitantes segundo o censo de 2007.